# Salome Sellers
Salome ou Salomé Sellers (née Sylvester ; 19 octobre 1800 – 9 janvier 1909) était une centenaire américaine, ainsi que la dernière personne connue et vérifiée née au XVIIIe siècle.

## Biographie
Salome Sellers est née Salomé Sylvester à Deer Isle, dans le district du Maine (alors partie du Massachusetts), fille du capitaine Edward et de Deborah (née Cushman) Sylvester. Descendante d'une famille de pionniers du Mayflower (elle était l'arrière-arrière-arrière-petite-fille de John Howland et l'arrière-arrière-arrière-petite-fille d'Isaac Allerton), son père a servi pendant la Révolution américaine. Elle a grandi à Deer Isle et a épousé Joseph Sellers le 23 décembre 1830. Le couple a eu six enfants, Salomé survivant à tous, sauf à son fils aîné, William. Elle devint veuve en 1865.
Grâce à sa longévité exceptionnelle, Salome Sellers fut souvent citée dans les journaux locaux et reçut la visite de personnes intéressées par sa longévité. À propos de sa célébrité, elle déclara : « J'ai vécu trop longtemps. Je ne suis plus qu'une curiosité que les gens viennent admirer ».
Salome Seller mourut dans la maison qu'elle et son mari avaient construite en 1830 à Deer Isle, dans le Maine, le 9 janvier 1909, à l'âge de 108 ans et 82 jours. Sa maison, aujourd'hui connue sous le nom de Salome Sellers House, abrite la Société historique de Deer Isle-Stonington. Un livre publié en 1998 par Peg Mitten Pr. et écrit par Caroline Smith Rittenhouse retrace sa vie : « An Island Woman: Salome Sylvester Sellers, Deer Isle, Maine 1800–1909 ».
Au moment de sa mort, elle était la femme la plus âgée du Maine et peut-être des États-Unis.